# Eburia bimaculata
Eburia bimaculata là một loài bọ cánh cứng trong họ Cerambycidae.